# (6690) Messick
(6690) Messick – planetoida z pasa głównego asteroid okrążająca Słońce w ciągu 3 lat i 146 dni w średniej odległości 2,26 j.a. Została odkryta 25 września 1981 roku w Lowell Observatory (Anderson Mesa Station) przez Briana Skiffa. Przed nadaniem nazwy planetoida nosiła oznaczenie tymczasowe (6690) 1981 SY1.